# Revenge of the Mummy
Revenge of the Mummy est le nom de plusieurs attractions mêlant montagnes russes en intérieur et parcours scéniques des parcs Universal sur le thème du film de Stephen Sommers La Momie. Bien qu'elles portent le même nom, chacune possède son propre parcours. Les deux premières à ouvrir furent celle de Universal Studios Florida et Universal Studios Hollywood en 2004. Une nouvelle version ouvre à Universal Studios Singapore en 2010.

## Universal Studios Florida

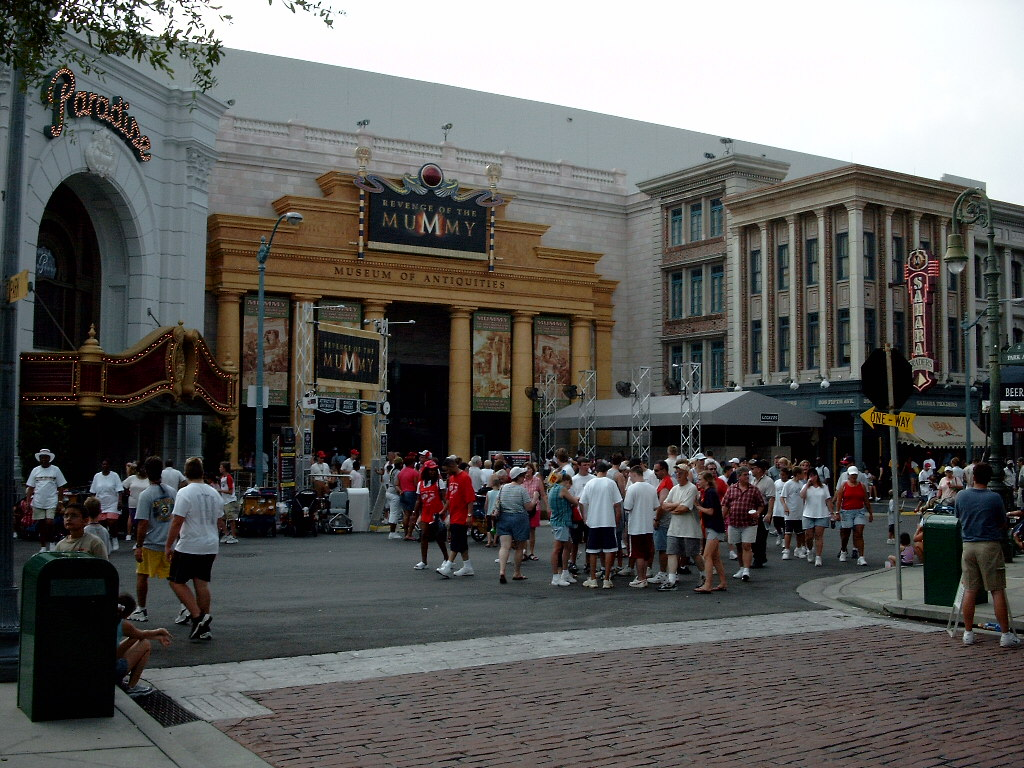
Entrée de Revenge of the Mummy en Floride.

La version floridienne fut la première à ouvrir le 21 mai 2004. Construite par Premier Rides, elle représentait à l'époque un investissement de 40 000 000 $ dollars américains. 
L'attraction est composée de trois lancées grâce à des moteurs linéaires (LIM). Les wagons atteignent la vitesse maximum de 72 km/h sur un parcours de 670 mètres de long. Si le parcours ne possède pas d'inversions, il propose par contre une chute de 50 degrés.
Revenge of the Mummy est venu remplacer l'attraction Kongfrontation qui rendait hommage au films de King Kong. Dans la deuxième scène de l'attraction, on peut d'ailleurs voir en clin d'œil une statuette dorée de King Kong. 
Revenge of the Mummy a été récompensé d'un Theme Park Insider Awards en 2004 en tant que meilleur nouvelle attraction ainsi que d'un Thea award. Depuis 2007, l'attraction est également élue "Meilleure montagnes russes indoor" aux Golden Ticket Awards.

### Parcours
L'entrée de l'attraction se fait par une grande façade dorée sur laquelle on peut lire "Museum of Antiquities". Le début de la file d'attente présente différents décors et accessoires utilisés dans les films de la saga. La file se transforme peu à peu et fait entrer les visiteurs dans un chantier de fouilles archéologiques des années 1940, à l'intérieur d'un tombeau égyptien. Les visiteurs montent au deuxième étage pour embarquer à bord des wagonnets.
L'attraction débute en amenant le wagonnet à la première scène représentant le tombeau d'Imhotep. On y rencontre Reggie (un des membres de l'expédition) qui semble momifié et qui met en garde les visiteurs sur le fait que la malédiction est bien réelle et que notre seul espoir est de trouver le symbole medjaÿ. Avant que Reggie puisse finir sa phrase, Imhotep sort d'un sarcophage et aspire l'âme de Reggie. Le véhicule se déplace alors rapidement vers la seconde salle où l'on découvre un véritable trésor. Imhotep apparaît à nouveau et propose aux visiteurs de devenir ses serviteurs contre le trésor. Plusieurs momies apparaissent rapidement de part et d'autre de la scène et le wagonnet redémarre pour se faufiler rapidement sous le une porte de pierre en train de se fermer. Cette troisième salle plus sombre laisse apparaître des centaines de scarabées grouillant. Le véhicule fait alors une marche arrière avant de se placer sur une plateforme qui le tourne à 180° et qui le replace dans le sens de la marche. Imhotep apparaît encore une fois sur écran pour avertir une nouvelle fois les visiteurs de sa collecte des âmes. La voiture débute alors la zone montagnes russes en prenant de la vitesse. Cette partie se fait quasi complètement dans le noir. 
Le wagonnet s'arrête enfin à un quai et derrière un pupitre vitré, les passagers aperçoivent la silhouette d'une femme habillée comme les opérateurs de l'attraction. Elle s'apprête a leur demander de sortie de l'attraction quand soudain Imhotep aspire son âme et brise la vitre. Le plafond de la salle prend alors feu et le wagonnet redémarre sa course par une chute de 50 degrés dans une seconde section de montagnes russes, toujours dans le noir. Le symbole medjaÿ apparaît enfin et l'on entend Imhotep crier. Le wagonnet s'arrête enfin devant un dernier écran où apparait l'acteur Brendan Fraser dans le costume de Rick O'Connell nous félicite. Le wagonnet arrive enfin sur le véritable quai de sortie.

## Universal Studios Hollywood

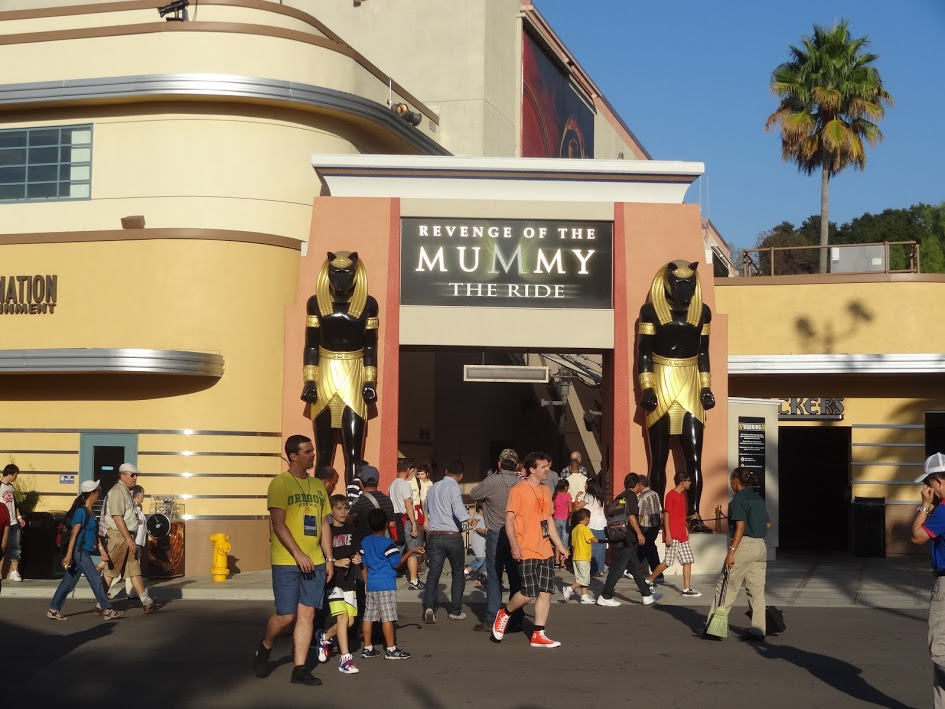
Entrée de l'attraction

Bien que développé en même temps que la version floridienne, l'attraction de Universal Studios Hollywood a ouvert un mois plus tard le 25 juin 2004. Construite par Premier Rides, elle représentait à l'époque un investissement de 40 000 000 $ dollars américains,. 
Revenge of the Mummy est venu remplacer le parcours scénique E.T. Adventure qui rendait hommage au film de E.T. l'extra-terrestre et dont une version est toujours en opération dans le parc Universal Studios Florida.

### Parcours
Le portique d'entrée, entouré de deux statues d'Anubis assez sobre nous laisse entrer dans la file d'attente qui, une fois à l'intérieur du bâtiment, prends l'allure d'un temple égyptien. Quelques petites scènes laissent apercevoir les premiers sarcophages et les momies qu'ils contiennent. Arrivés sur le quai d'embarquement, les visiteurs sont invités à s'installer dans les wagonnets de 16 places. 
L'attraction commence en parcourant un couloir tortueux remplis de momies. Peu à peu celle-ci prennent vies et un des personnages du film apparaît pour mettre en garde les visiteurs sur le fait que la malédiction est bien réelle. On le voit ensuite se faire engloutir. Le wagonnet continue à avancer et les momies se font de plus en plus menaçantes. Arrivés devant la scène du trésor, remplie de grandes quantités d'or, le visage d'Imhotep apparaît et commence à proférer sa malédiction. Le wagonnet continue son avancée jusqu'à arriver dans une galerie en train de s'effondrer. Le wagonnet subit alors une accélération le propulsant à 64 km/h. La partie montagnes russes de l'attraction se déroule alors dans l'obscurité quasi complète. La voix de Arnold Vosloo (acteur ayant le rôle d'Imhotep dans les films) se fait entendre grâce à une installation de son multicanal. Le wagonnet est stoppé face à un mur duquel il voit sortir des centaines de scarabées. Le véhicule entame alors la deuxième partie des montagnes russes en marche arrière. Le train se retrouve finalement dans une nouvelle salle qui se trouve remplie de fumée. Le véhicule fait alors un tour à 180° pour se remettre dans le sens de la marche avant de découvrir que la malédiction a été brisée et qu'ils peuvent regagner le quai.

## Universal Studios Singapore

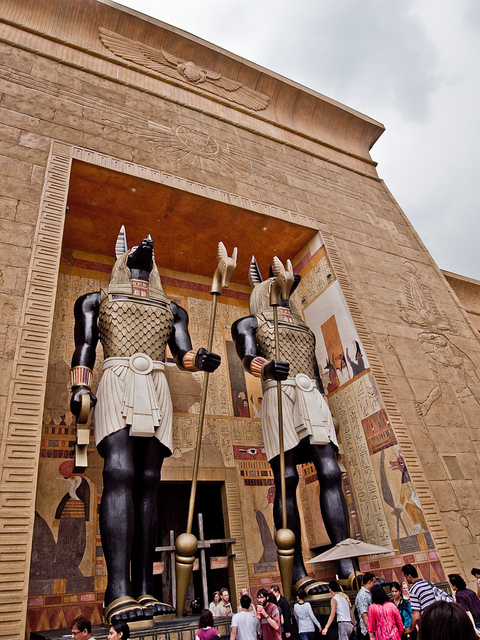
Entrée de Revenge of the Mummy à Singapour.

Cette version a ouvert en même temps que le parc, le 25 mars 2010. Le parcours de montagnes russes a été construit par Premier Rides. Pour l'ordre des scènes, cette version est plus proche de la version floridienne. 

### Parcours
Le bâtiment abritant l'attraction prend la forme d'un temple égyptien. La file d'attente amène dans les couloirs du temple et présente différents hiéroglyphes. Les mots "Trouvez le livre d'or" sont inscrits sur les murs. 
Une fois montés dans les wagonnets, le tour commence en s'enfonçant dans la tombe. Dans une salle, on découvre un membre de l'exploration capturé sur un autel par Imhotep. Ce dernier se tourne rapidement vers le véhicule. Il tient le livre des morts et prévient les visiteurs qu'ils ne trouveront jamais l'autre livre et qu'il régnera pour l'éternité avec leurs âmes. Sa voix résonne dans toute la tombe. Le Livre de la vie apparait soudain en rouge incandescent sur un mur. Presque identique à la version d'Orlando, les voitures passent ensuite dans la salle au trésor. Imhotep apparaît à nouveau au bout de la pièce. Plusieurs momies apparaissent rapidement de part et d'autre de la scène et le wagonnet redémarre pour se faufiler rapidement sous le une porte de pierre en train de se fermer. Le wagonnet s'arrête brusquement contre un mur qui se fissure et d'où des centaines de scarabées apparaissent. La voiture continue alors sa course en marche arrière avant de tourner à 180° pour se remettre dans le sens de la marche. Imhotep apparaît à nouveau pour proférer sa malédiction. Le wagonnet démarre alors à toute vitesse pour atteindre la vitesse de 72 km/h. La voiture débute alors la zone montagnes russes. Cette partie se fait quasi complètement dans le noir. 
Le livre de la vie est enfin visible, posé sur un piédestal. La voix d'Imhotep se fait entendre et il apparaît dans un éclair juste derrière le livre. Le plafond de la salle prend alors feu et le wagon repart pour une seconde section de montagnes russes. Les passagers découvrent ensuite un sarcophage suspendu piégeant Imhotep à l'intérieur. Le wagonnet atteint enfin le quai de déchargement.

## Universal Studios Dubailand
Une nouvelle version de l'attraction était envisagée pour le parc Universal Studios Dubailand. Ce projet est sérieusement remis en cause, la crise frappe les Émirats. Le début de la construction se fait toujours attendre, les bureaux de Marvel et Universal sont fermés.